# Дельта Ерідана
Дельта Ерідана, латинізоване від δ Ерідана, — зірка в екваторіальному сузір'ї Ерідан.
Зірку видно неозброєним оком, і було помічено, що її яскравість незначно змінюється між величинами 3,51 і 3,56, хоча подальші спостереження цього не підтвердили. Вона знаходиться відносно близько до Сонця, на відстані близько 29,5 світлових років, визначених за паралаксом. Зірка наближається з радіальною швидкістю −6 км/с. 
Дельту Ерідана іноді називають Рана: Рана латиною означає «жаба», але походження цієї назви невідоме. Назва була затверджена Міжнародним астрономічним союзом 4 квітня 2022 року.

## Структура
Зоряна класифікація цієї зірки - K0 IV, що відповідає субгігантській зірці, яка вичерпала водень у своєму ядрі. Це призвело до того, що зірка розширилася та стала холоднішою, ніж порівнянна зірка головної послідовності. Зіркове моделювання вказує на те, що вона наближається до кінця субгігантської стадії та збирається перейти в гігант. За оцінками, їй шість мільярдів років і вона має на 33% більшу за Сонце масу. Обхват зірки в 2,3 рази більший за Сонце, а її фотосфера випромінює втричі більшу яскравість, ніж Сонце, при ефективній температурі 4986 К. 
Дельта Ерідана внесена до каталогу як підозрювана змінна типу RS Гончих Псів у 1983 році, але рівень активності зірки настільки низький, що це вважається сумнівним. Цей клас змінних зустрічається в близьких двійкових системах. Низька прогнозована швидкість обертання менше 1 км/с і відсутність зміни радіальної швидкості свідчить про те, що ця передбачувана змінна розглядається майже з полюса. Однак дослідження зірки за допомогою інтерферометрії не виявляє присутності компаньйона на очікуваній відстані. 